# Опук (гора)
Опу́к (укр. Опук, крымскотат. Opuk, Опук) — гора высотой 183 м, расположенная на одноимённом мысе, на южной оконечности Керченского полуострова, в Крыму, наивысшая точка в данной местности. Массив Опук в 1998 году объявлен Опукским заповедником. Склоны горы Опук представляют сочетание ступенчатых уступов и крутых обрывов, расщелин и каменных россыпей.

## Геология
Гора Опук это изолированная синклинальная складка, сложенная меотическими известняками подстилаемыми сарматскими глинами. Складка сильно иссечена разломами (сейсмогенными рвами), в ней обнаружено несколько небольших естественных пещер, например открытая в 1996 году Опукская-Юбилейная, частично засыпанных обломочным материалом.

## Археология

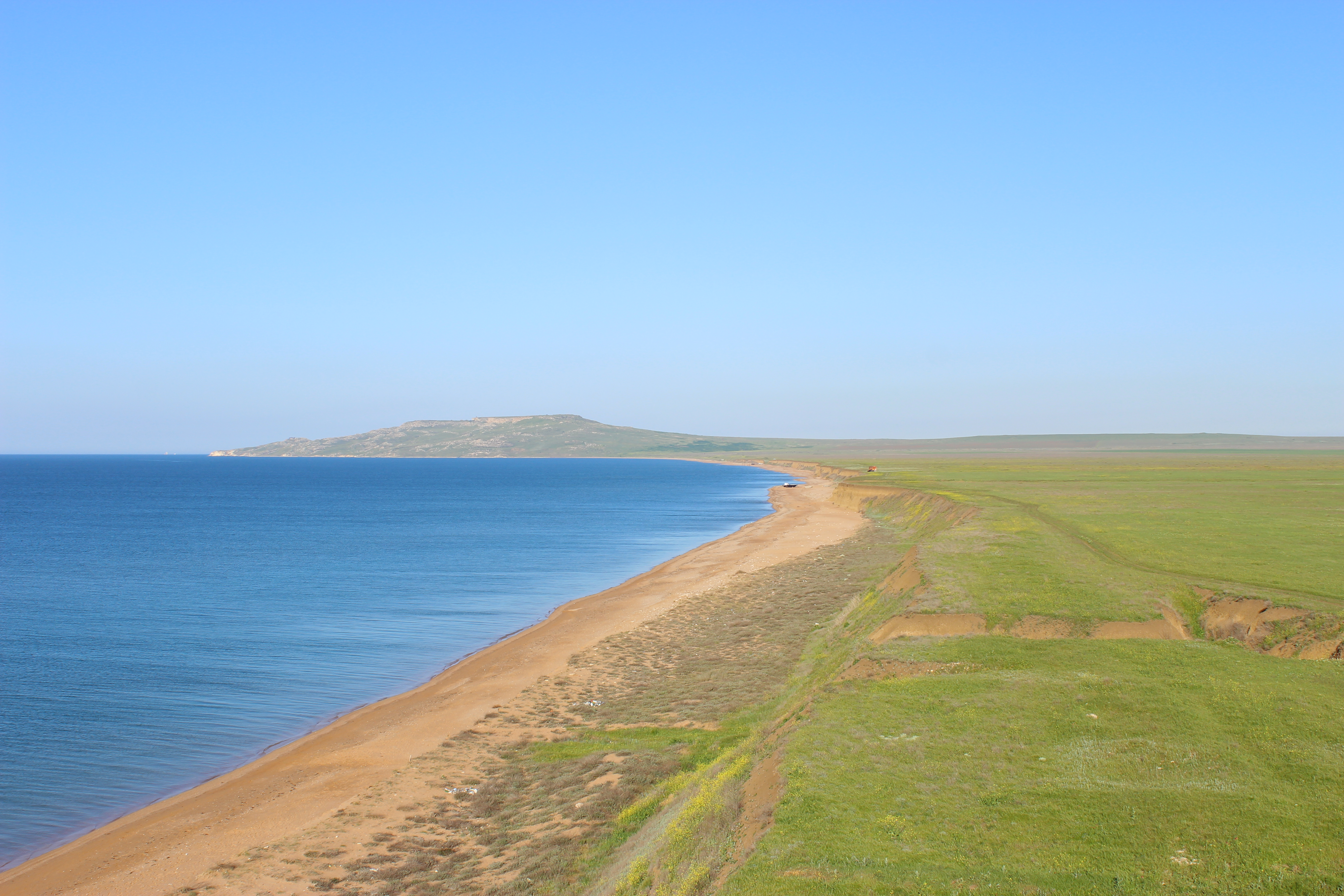
Вид на гору Опук

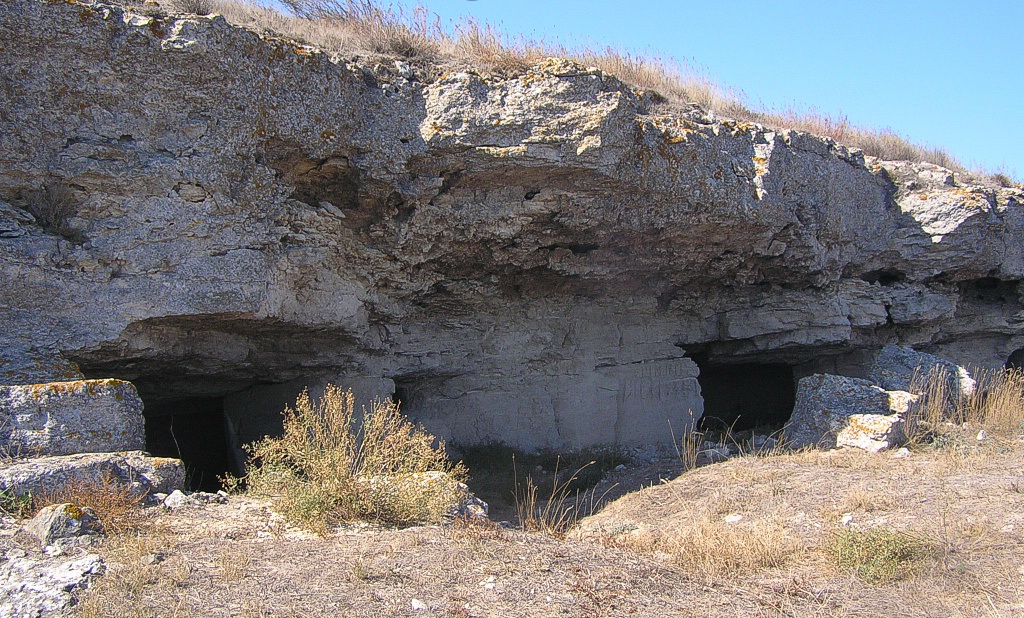
Опукские каменоломни

Самые ранние древнегреческие поселения на горе относятся к рубежу VI и V вв. до н.э. Найдены фрагменты ранних хиосских амфор и расписной чернолаковой столовой керамики.
В V в. до н. э. у подошвы горы находилось греческое поселение — Киммерик, входившее в состав Боспорского царства. Здесь сохранились остатки строений, фундаменты домов и стены.
На вершине горы также есть остатки сооружений.
Опукские каменоломни расположены на восточном крыле синклинали, в обрыве верхнего плато. Общая протяженность выработок невелика и составляет около 790 м. Примерно в 500 м на юго-запад расположена ещё одна относительно небольшая каменоломня. В настоящее время в связи с разрушением породы и большим числом обвалов посещение каменоломен неподготовленными экскурсантами представляет опасность.

## Крепость
Крепость на восточной вершине горы Опук была впервые построена в I веке до н. э. Она, возможно, была связана с проходящим здесь Киммерийским валом.
В культурных напластованиях цитадели много материала конца II-III вв. н. э.  Это могло быть связано с деятельностью боспорского царя Тиберия Юлия Савромата II (174–210 гг.).
Новая цитадель датируется IV–VI веками н.э. В это время местность стала пограничной между владениями Херсонеса и Боспора.
Российский исследователь П. А. Дюбрюкс первым исследовал этот памятник с 1817 по 1830 годы.
С 1989 году крепость исследовалась Южно-Боспорской археологической экспедицией под руководством В. К. Голенко. В гроте под цитаделью в 1996 году была найдена стела с четырьмя руническими знаками. Вначале она датировалась серединой IV века. В настоящее время камень хранится в Крымском республиканском краеведческом музее в Симферополе. Однако уже в 2010 году Н. Ф. Федосеев в статье «О достоверности рунических надписей Причерноморья» дезавуировал все эти построения. Надпись была выполнена О. Куприяненко, жителем Керчи, увлекающимся эзотерикой, в 1994 году в качестве части художественных проб. За два года она прошла процесс естественного старения и была обнаружена В. К. Голенко. Позднее успех «сенсационной находки» породил целый бум «рунических камней» на Керченском полуострове.

## Охрана и значение
Гора Опук и территория одноимённого мыса, а также прилегающая морская акватория (вместе с близлежащими объектами, в том числе: Кояшское озеро), являются заповедником. Опукский природный заповедник и водно-болотного угодья международного значения «Прибрежный аквальный комплекс у мыса Опук и островов Скалы-Корабли» с общей площадью 1 592,3 га, созданный на Украине в 1998 году и переутверждённый в РФ согласно Распоряжению Совета министров Республики Крым от 05.02.2015 № 69-р «Об утверждении Перечня особо охраняемых природных территорий регионального значения Республики Крым».